# Prairie Prince
Prairie Prince  (né Charles L'Empereur Prince, le 7 mai 1950 à Charlotte, Caroline du Nord) est un batteur de rock. Il est membre du groupe The Tubes et est un des membres fondateurs du  groupe Journey. Il a également travaillé avec Chris Isaak (sur ses quatre premiers albums), Todd Rundgren, Brian Eno, David Byrne, XTC, Tom Waits, Paul Kantner, George Harrison, Dick Dale, Glenn Frey, Richard Marx, Bill Spooner, John Fogerty, et Tommy Bolin.

## Carrière
Prince est membre de The Tubes et fut l'un des membres fondateurs de Journey avec Neal Schon et Gregg Rolie. Cependant, il a quitté Journey après quelques mois avant qu'ils n'enregistrent.
Il a ensuite travaillé avec Chris Isaak (ses quatre premiers albums), Todd Rundgren, Brian Eno, David Byrne, XTC, Tom Waits, Paul Kantner, George Harrison, Dick Dale, Glenn Frey, Richard Marx, Bill Spooner, Neil Hamburger, John Fogerty, Nicky Hopkins, Tommy Bolin, Phil Lesh, le grand chanteur Johnny J. Blair et l'ancien claviériste Tubes and Grateful Dead, Vince Welnick. 
Prince a collaboré avec Ross Valory, bassiste et membre fondateur de Journey, sur une gamme de chemises à capuche américaines écologiques et brevetées, appelées Mouthman, où des motifs graphiques représentant des mâchoires et des dents sur les manches forment une bouche lorsque celui qui le porte se "serre dans les bras".
En 2006, il tourne avec The New Cars, notamment Todd Rundgren, le bassiste Kasim Sulton (compagnon du groupe Utopia de Todd Rundgren), le guitariste original du groupe The Cars Elliot Easton et le claviériste Greg Hawkes. Il continue de jouer avec The Tubes et Todd Rundgren.
Il était un membre originel du Jefferson Starship réformé, connu sous le nom de "Jefferson Starship - La prochaine génération" en 1992, et apparaît sur les albums de studio de ce groupe (Windows of Heaven de 1999 et l'édition de 2008, Jefferson's Tree of Liberty), avec de nombreux albums live. Prince a annoncé début 2008 qu'il quittait le groupe à l'amiable et qu'il restait disponible pour les concerts.
Musicien de session recherché, il a récemment joué la batterie et les percussions sur toutes les chansons sur l'album de Chuck Prophet en 2012, Temple Beautiful.
En tant qu'artiste, il a conçu des pochettes d'album pour de nombreux artistes, notamment The Tubes, Todd Rundgren (Healing album de 1981), Journey, Lyle Workman et l'album de 1998 Ving Welnick, Missing Man Formation, parmi d'autres. Avec son partenaire créatif et ancien collègue des Tubes Michael Cotten, il a créé de nombreux décors pour des artistes majeurs tels que Michael Jackson, Billy Joel, Bette Midler, N'Sync, Shania Twain, Styx, The Tubes et Todd Rundgren. Prince et Cotten ont fait équipe avec le chorégraphe Kenny Ortega lors de plusieurs événements spéciaux, dont les Jeux olympiques d'été d'Atlanta de 1996, le Super Bowl XXX Half Time Show (dans lequel Diana Ross chantait "Take Me Higher" alors qu'elle arrivait sur le terrain en hélicoptère) , Le concert "This Is It" de Michael Jackson et le concert de Shania Twain, SHANIA: STILL THE ONE, au Caesars Palace de Las Vegas, NV.